# Unidade Local de Saúde de Coimbra

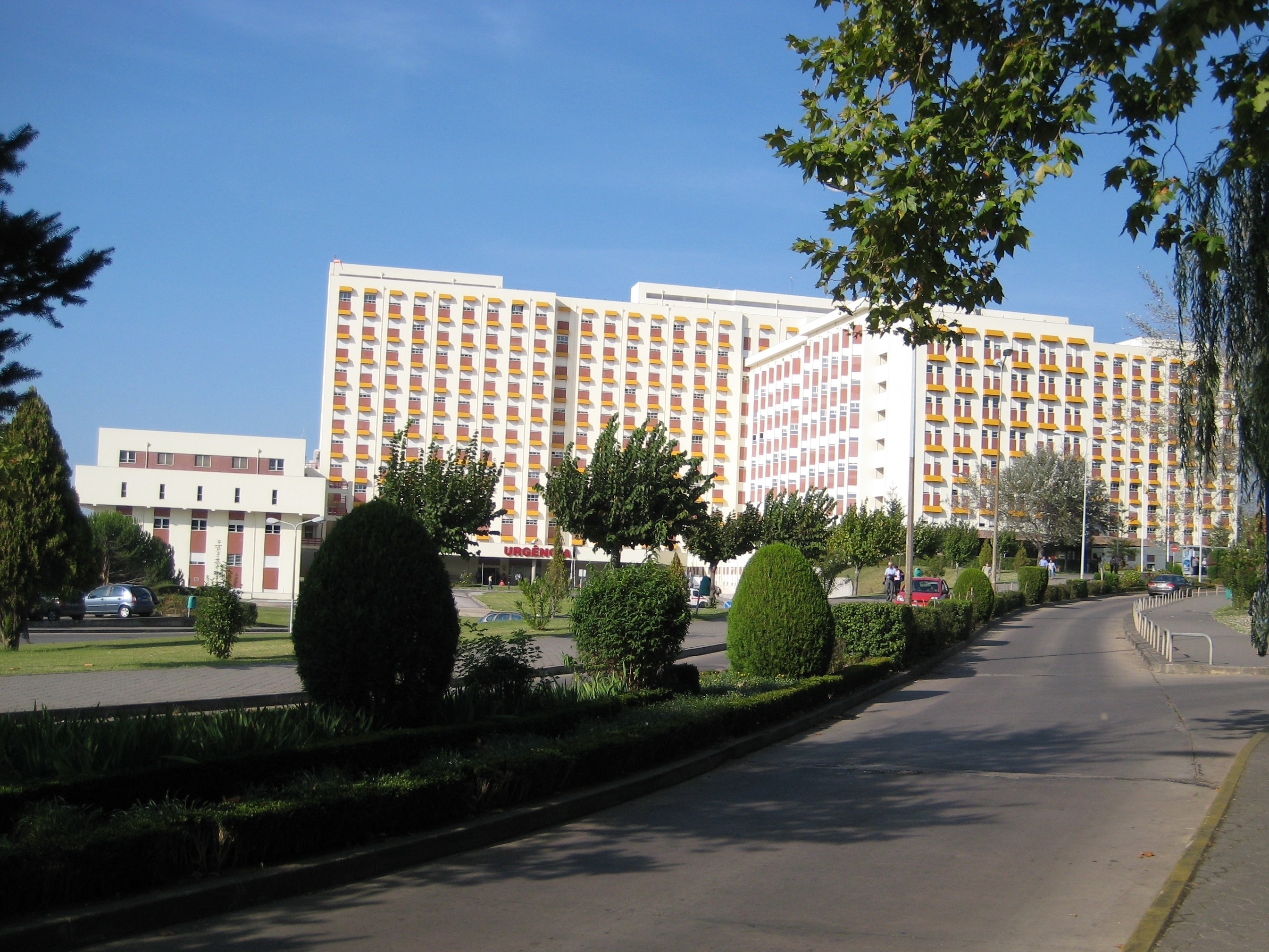
Polo Hospitais da Universidade de Coimbra

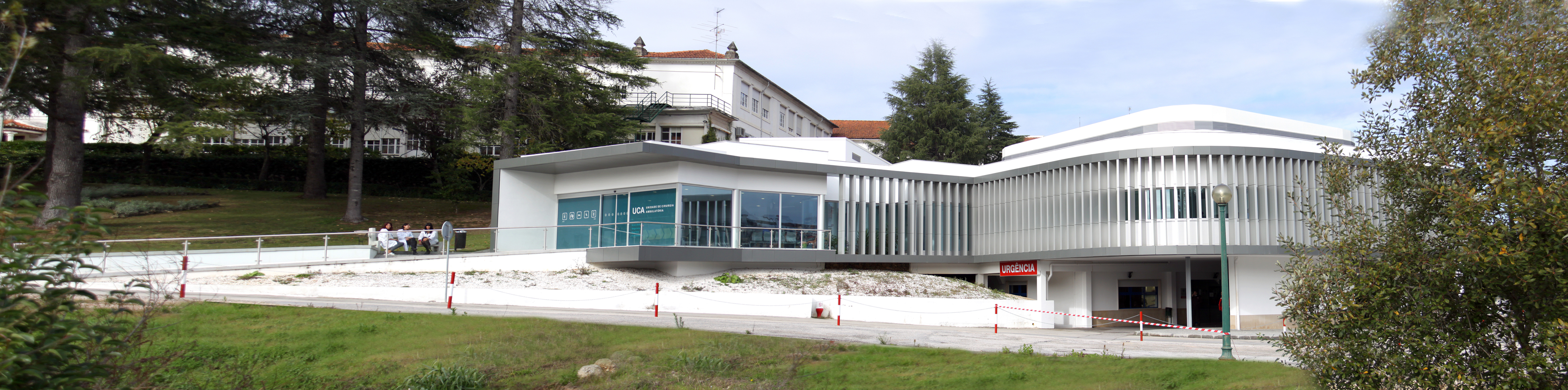
Polo Hospital Geral (Covões)

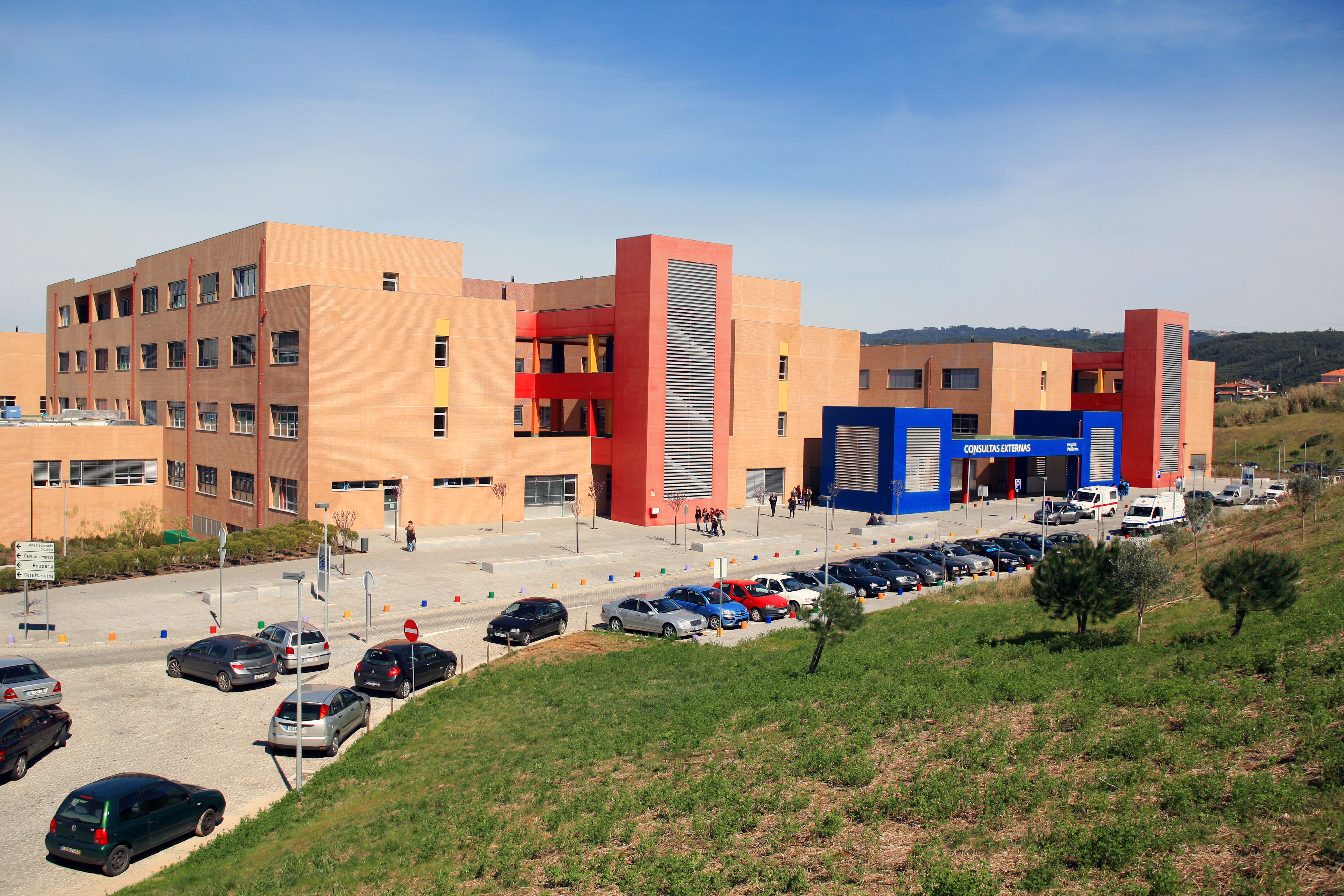
Polo Hospital Pediátrico

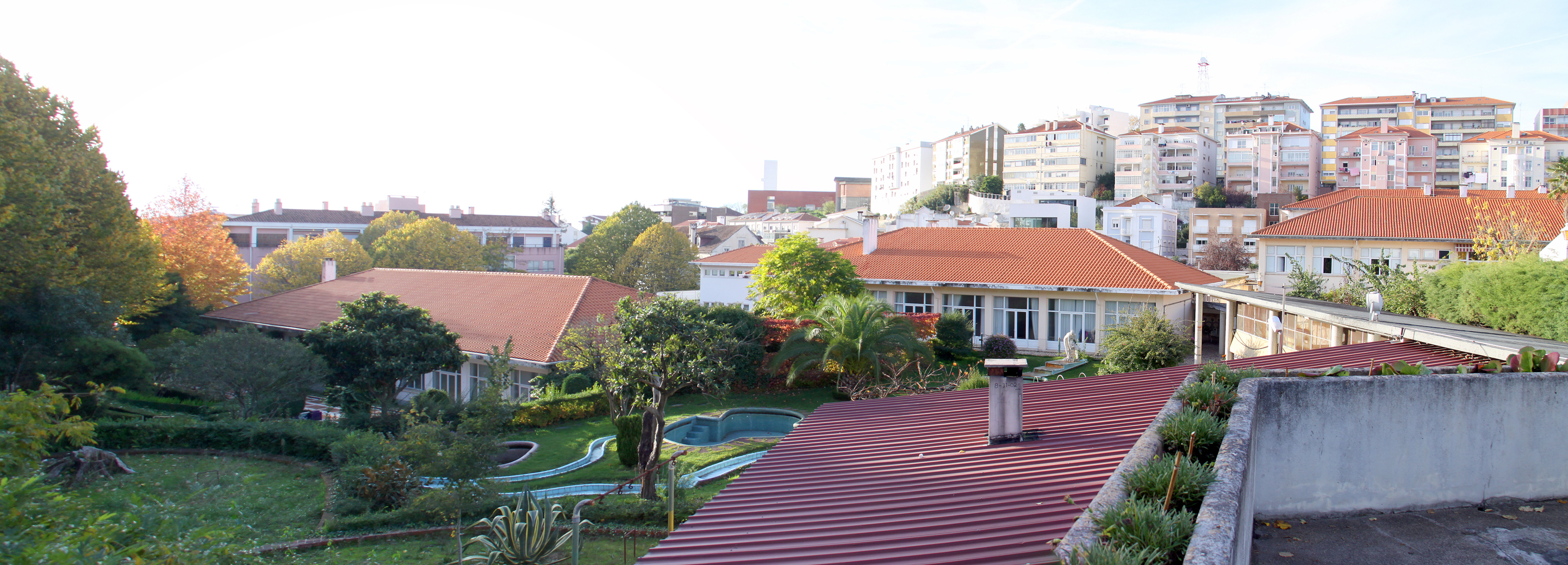
Maternidade Bissaya Barreto

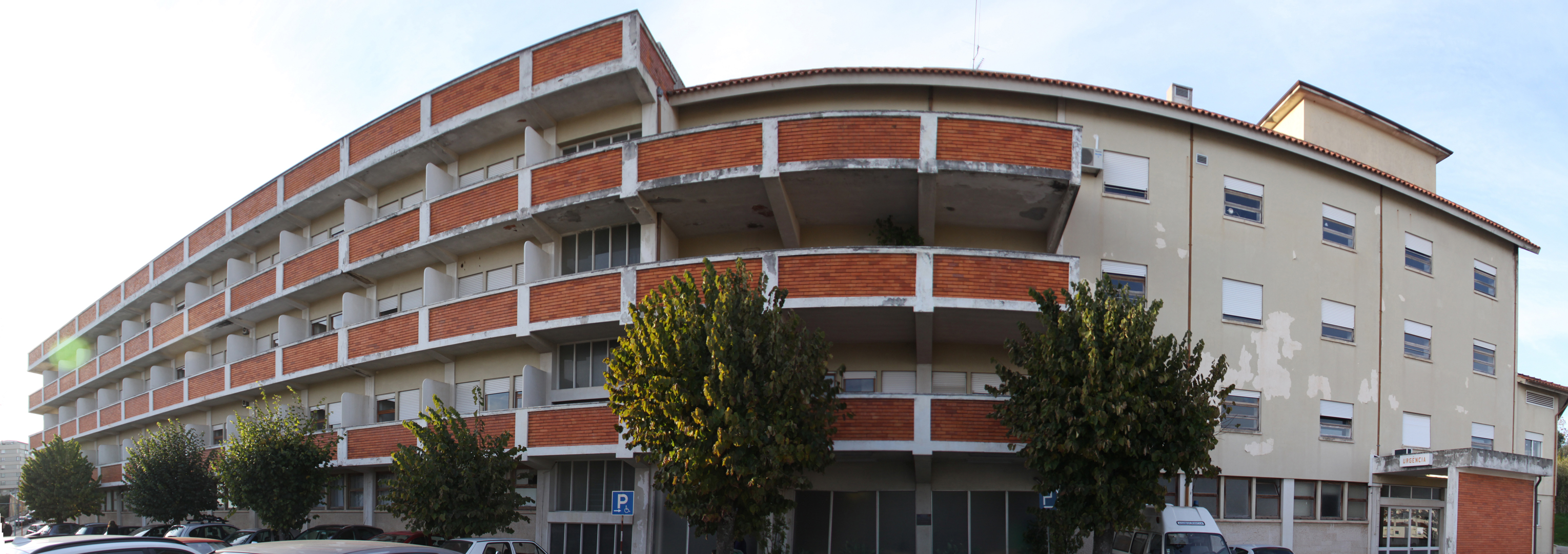
Maternidade Dr. Daniel de Matos

A Unidade Local de Saúde de Coimbra é uma unidade local de saúde do Serviço Nacional de Saúde situada em Coimbra, Portugal.

## Identificação e caracterização
O Decreto-Lei n.º 30/2011, de 2 de Março criou, entre outros, o Centro Hospitalar e Universitário de Coimbra, E.P.E., em resultado da fusão e concomitante extinção dos Hospitais da Universidade de Coimbra, E.P.E., do Centro Hospitalar de Coimbra, E.P.E. e do Centro Hospitalar Psiquiátrico de Coimbra, tendo estabelecido que o novo centro hospitalar criado, sucede às unidades de saúde que lhe deram origem, em todos os direitos e obrigações.  O Centro Hospitalar e Universitário de Coimbra, E.P.E., (CHUC) integra os seguintes hospitais: Hospitais da Universidade de Coimbra (HUC), Hospital Geral (HG), Hospital Pediátrico (HP), Maternidade Bissaya Barreto (MBB), Maternidade Daniel de Matos (MDD) e Hospital Sobral Cid (HSC).  
O CHUC é um dos seis Centros Hospitalares do Grupo E, prestando cuidados de saúde a toda a população da sua área de influência direta e, simultaneamente, a todos os cidadãos nacionais que a este recorrem dando cumprimento ao princípio da liberdade de escolha no acesso à rede nacional de prestação de cuidados de saúde, consagrado na Lei de Bases da Saúde e no Livre Acesso e Circulação.  
Ocupa lugar de topo na estrutura hospitalar portuguesa, dando cobertura à população da Região Centro do País constituindo-se como referência nacional e internacional nalgumas especialidades e técnicas, nomeadamente, na área dos Transplantes, Cirurgia Cardiotorácica, Queimados, Banco de Ossos, Oftalmologia, Medicina da Reprodução, Genética Médica, entre outras.  
O CHUC tem como missão a prestação de cuidados de saúde de elevada qualidade e diferenciação, num contexto de formação, ensino, investigação, conhecimento científico e inovação, constituindo-se como uma referência nacional e internacional em áreas consideradas como pólos de excelência.  
De acordo com a sua visão o CHUC é uma organização aberta, formada por uma rede de unidades hospitalares, serviços e tecnologias estruturadas e integradas para proporcionar à sociedade um atendimento humanizado, completo, próximo, confiável e transparente; sendo ainda um centro que se distingue pela qualidade de cuidados, capacidade de investigação, inovação e docência e pelo impacto positivo na comunidade, garantindo a eficiência e a sustentabilidade global a médio e longo prazo.  
O CHUC conta atualmente com 18 Centros de Referência nas seguintes áreas: Epilepsia Refratária, Onco-oftalmologia, Transplante Hepático, Transplante de Coração e Transplante de Rim de Adultos, Cardiologia de Intervenção Estrutural, Cardiopatias Congénitas, Doenças Hereditárias do Metabolismo, Oncologia Pediátrica, Oncologia de Adultos: Cancro do Esófago, Cancro do Testículo, Cancro do Reto, Cancro Hepatobilio/Pancreático, Sarcomas das Partes Moles e Ósseos, Coagulopatias Congénitas; Fibrose Quística; Implantes Cocleares e Neurorradiologia de Intervenção na Doença Cerebrovascular.  
O CHUC assume-se como prestador exclusivo na Região Centro para as valências de Cirurgia Cardíaca, Cirurgia Plástica e Queimados, Cirurgia Maxilo-Facial, Transplantação e Pediatria. Para algumas patologias, as relações de complementaridade e de apoio técnico entre as instituições hospitalares encontram-se regulamentadas por Redes de Referenciação Hospitalar específicas, de forma a garantir o acesso dos doentes aos cuidados de saúde de que necessitem. Em todas elas o CHUC apresenta-se como um hospital de “fim de linha”.  
O CHUC serve, preferencialmente, a população da área de influência que lhe está atribuída pelas redes de referenciação hospitalar, sem prejuízo do princípio da liberdade de escolha no acesso à rede nacional de prestação de cuidados de saúde, consagrado na Lei de Bases da Saúde.  
O CHUC presta igualmente assistência a doentes provindos dos Países Africanos de Língua Oficial Portuguesa, no âmbito de protocolos e acordos firmados para o efeito, bem como de outros países, designadamente europeus.  